# 卜天与
卜 天与（卜 天與、ぼく てんよ、生年不詳 - 元嘉30年2月21日（453年3月16日））は、南朝宋の軍人。本貫は呉興郡余杭県。

## 経歴
卜祖の子として生まれた。弓射を得意とした。文帝の命を受けて、皇子に弓射を教えた。無官のまま東掖防関隊を率いた。元嘉27年（450年）、臧質が懸瓠を救援し、また劉興祖が白石を守るにあたって、天与は部下を率いて従軍した。北魏の軍が撤退すると、天与は輦後第一隊を率いるようになった。元嘉29年（452年）、広威将軍となり、左細仗を兼ねた。
元嘉30年（453年）、劉劭が文帝を殺害すると、天与は甲冑を着る間も惜しんで、刀を取り弓を持って、部下に出動を呼びかけ、東堂で手ずから劉劭に射かけて命中させた。しかし劉劭の兵の攻撃を受け、ひじを斬られて地に倒れ、そのまま殺害された。天与とともに劉劭を討とうとした張泓之・朱道欽・陳満らも、やはり戦死した。孝武帝が即位すると、天与はその忠節を嘉されて、龍驤将軍・益州刺史の位を追贈された。諡は壮侯といった。

## 子女
- 卜伯宗（? - 466年、殿中将軍、明帝の初年に南方の反乱を討って赭圻で戦死した）
- 卜伯興（? - 477年、前将軍・南平昌郡太守、直閤、領細仗主、順帝の初年に袁粲の乱に参加して殺害された）

## 伝記資料
- 『宋書』巻91 列伝第51
- 『南史』巻73 列伝第63